# Myalgi
Myalgi kommer från grekiskans μύς (myos), "muskel", och άλγος (algos), "smärta", och är en medicinsk term för smärta i muskler, och syftar då företrädesvis på skelettmusklerna. Detta ska skiljas från smärta i leder och muskelfästen, så kallade entesalgier.
Myalgi kan ha en rad olika orsaker. Det kan primärt vara muskeln som orsakar smärtan som vid översträckning av en muskel eller muskelgrupp, träningsvärk, arbets- eller förslitningsskador,, myopatier, fibromyalgi eller muskelinflammation (myosit). Men det kan också uppkomma sekundärt till andra sjukdomar. Myalgi kan alltså vara ett symptom på en systemisk sjukdom,  exempelvis infektionssjukdomar, cancer, hepatit,  vissa psykiska störningar (ångeststörningar, PMS), kroniskt trötthetssyndrom, baksmälla, endokrina sjukdomar, näringsrubbningar, ämnesomsättningssjukdomar, läkemedel och sjukvårdsbehandlingar. Beroende på orsak kan smärtan vara molande, kvardröjande och djup, eller skarp, hastig och snabbt övergående.
Det uppstår ofta tillsammans med muskeltrötthet (fatigue), vilka båda symptom är vanliga orsaker till att personer söker sjukvård. I de flesta fallen går myalgin och fatiguen över, men fall då de kan vara kroniska är fibromyalgi och kroniskt trötthetssyndrom. Den kroniska myalgin uppträder då ofta samman med irritabel tarm, rubbningar i käkleden och multipel kemisk känslighet.
Myalgin uppkommer när muskeln sammandras, eftersom detta utsöndrar metaboliter som aktiverar receptorer, men exakt hur smärtan uppstår – vilka metaboliter det är fråga om och vilka receptorer som aktiveras – är oklart. Förutsättningar för muskelsmärta är att specialiserade nervändar, så kallade nociceptorer, retas, adenosintrifosfat (ATP) och lågt pH i muskelvävnaden. Nociceptorerna kan retas av mekaniskt stimulus eller påverkas av nivåerna av serotonin (när det är lågt), bradykinin och prostaglandin E2. Myalgi skiljer sig mycket från smärta i huden, bland annat för att muskelsmärta oftare är en refererad smärta.